# Adenomus kandianus
Espèce
Synonymes
- Bufo kandianus Günther, 1872
- Adenomus dasi Manamendra-Arachchi & Pethiyagoda, 1998

Statut de conservation UICN

 CR B1ab(iii) : 
En danger critique
Adenomus kandianus est une espèce d'amphibiens de la famille des Bufonidae.

## Répartition
Cette espèce est endémique du Sri Lanka.

## Redécouverte
Observée pour la dernière fois en 1872, cette espèce était considérée comme éteinte. Elle a été redécouverte vivante en 2012 dans le Peak Wilderness Sanctuary.

## Taxinomie
Adenomus dasi a été placée en synonymie avec cette espèce par Meegaskumbura, Senevirathne, Wijayathilaka, Jayawardena, Bandara, Manamendra-Arachchi et Pethiyagoda en 2015.

## Publication originale
- Günther, 1872 : Descriptions of some Ceylonese Reptiles and Batrachians. Annals and Magazine of Natural History, sér. 4, vol. 9, p. 85-88 (texte intégral).